# Jorge Navarrete Fuentes
Jorge Navarrete Fuentes alias (navagol) (21 de julio de 1990) es un futbolista peruano. Juega de mediocampista y actualmente está sin equipo. Tiene 34 años. 

## Clubes
| Club                      | País | Año       |
| ------------------------- | ---- | --------- |
| Universidad César Vallejo | Perú | 2008      |
| Tecnológico               | Perú | 2009-2010 |
| Club Atlético Torino      | Perú | 2011-2013 |
| Willy Serrato             | Perú | 2014      |
| Atlético Torino           | Perú | 2015-2016 |
| Club Atlético Torino      | Perú | 2017      |